# Ničiren
Ničiren (日蓮, rojen kot 善日麿 oz. Zen-niči-maro), japonski budistični duhovnik in pisatelj, *16 februar 1222, †13 oktober 1282.
V obdobju Kamakura (1185-1333) je razvil nauke Ničiren budizma, ki so podvrsta Mahajanskega budizma.
Izjavil je, da samo Lotus Sutra vsebuje najvišjo resnico budističnih naukov, primernih za tretjo dobo budizma in zagovarjal, da bi Japonska morala podpirati samo to vrsto budizma ter opustiti vse druge. Zavzemal se je za večkratno recitiranje imena te vrste budizma - Nam(u)-myoho-renge-kyo in menil, da so Šakjamuni Buda in vsa druga budistična božanstva izredne manifestacije določene narave Bude, imenovane "Myoho - Renge", ki je enako dostopna vsem. Sledilci Sutre morajo vero oziroma prepričanje širiti tudi, če so preganjani.
Njegov temperament, razvoj prepričanj in biografska dejstva so bili povzeti predvsem iz njegovih zapisov. Imel se je za reinkarnacijo Jōgyō Bodhisatve. Po njegovi smrti mu je takraten cesar Go-Kōgon (1358) podelil naslov Nichiren Dai-Bosatsu (日蓮大菩薩, Veliki Bodhisatva Ničiren). Naslov Risshō Daishi (立正大師, Veliki učitelj popravljanja) mu je bil prav tako podeljen posthumno, leta 1922 s cesarskim ediktom.
Danes v Ničiren budizem spadajo tradicionalni nauki, kot sta Ničiren-šu in Ničiren Šōšū, pa tudi laična gibanja, kot so Soka Gakkai, Risshō Kōsei Kai, Reiyūkai, Kenshōkai, Honmon Butsuryū-shū, Kempon Hokke in Shōshinkai. Vsaka skupina ima različna stališča do Ničirenovih naukov s trditvami in interpretacijami Ničirenove identitete, ki obsegajo vse od ponovnega rojstva Bodhisatve Visistacaritre prvobitni ali "pravi Buda" (本仏, Honbutsu) iz tretje dobe budizma.

## Življenje
Biografija o Ničirenovem življenju je bila napisana na osnovi ohranjenih pisem in razprav, ki jih je napisal, zbrani v eni zbirki, ki šteje 523 celovitih spisov in 248 fragmentov. Poleg zgodovinskih dokumentov, shranjenih v skladiščih različnih Ničirenovih sekt, se je prvi obsežen nereligiozni biografski opis o Ničirenu pojavil šele več kot 200 let po njegovi smrti.

### Rojstvo
Po kitajskem luninem koledarju se je Ničiren rodil 27. prvega meseca leta 1222, kar je po gregorijanskem koledarju 16. februar, v vasi Kominato, ki je danes del mesta Kamogava, v okrožju Nagase, v provinci Ava, ta pa je danes imenovana prefektura Čiba.
Zapisi o izvoru njegovega rodu se razlikujejo. Ničiren se je opisal kot »sin Sendare (sanskrt čandala, zaničevan izobčenec)«. Sin, ki se je rodil ubogim ljudem, ki živijo na skalnati obali oddaljenega morja in »sin potapljača«. Nasprotno pa so Hōnen, Šinran, Dōgen in Eisai ter drugi ustanovitelji verskih šol, ki so bili rojeni v regiji Kjoto pred Ničirenom, prihajali pa so iz plemiškega ali samurajskega okolja. Čeprav njegovi spisi odražajo močan ponos po njegovem nizkem rojstvu, so mu privrženci po njegovi smrti začeli pripisovati plemenitejše rodove, da bi pritegnili več privržencev. Nekateri trdijo, da je bil njegov oče rōnin, dvorni funkcionar (šokan) ali politični begunec. Ničhirenov oče je bil Mikuni-no-Taju Šigetada, znan tudi kot Nukina Šigetada Džiro, njegova mati pa Umegiku-njo.
Ob njegovem rojstvu so ga starši poimenovali Zeničimaro (善日麿), kar je bilo med drugim v angleščino prevedeno kot 'Sijajno sonce' in 'Krepostni sončni fant'. Natančno mesto Ničirenovega rojstva naj bi bilo trenutno potopljeno ob obali današnjega Kominato-zan Tandžō-dži (小湊山誕生寺) blizu templja v Kominatu.

### Izobrazba
Med letoma 1233 in 1253 se je Ničiren intenzivno ukvarjal z vsemi desetimi šolami budizma, ki so takrat prevladovale na Japonskem, pa tudi s kitajsko klasiko in posvetno literaturo. V teh letih se je prepričal o prevladi Lotusove sutre in se leta 1253 vrnil v tempelj, kjer je najprej študiral, da bi predstavil svoje ugotovitve.
V pismu iz leta 1271 je Ničiren opisal svojo utemeljitev za globoko preučevanje budizma:
»Odoločen, da bom v tem življenju posadil seme budnosti in dosegel budnost, tako kot vsi drugi, sem se zanašal na Amido Budo in že od otroštva skandiral njegovo ime. Vendar sem začel dvomiti v to prakso in se zaobljubil, da bom preučil vse budistične sutre, komentarje učencev do njih in pojasnila drugih.«
Pri 12 letih je začel njegov budistični študij v templju šole Tendai, Seičō-dži (清澄寺, imenovan tudi Kijosumi-dera). Formalno je bil posvečen pri šestnajstih letih in prevzel budistično ime Zešō-bō Renčō (是生房蓮長), Renčō pomeni 'Rast lotosa'. Zapustil je Seičō-dži v Kamakuri, kjer je preučeval budizem Čiste dežele, šolo, ki je poudarjala odrešenje z nianfo (japonsko nembutsu) ali priklicem Amitābhe (japonska Amida), nato pa je študiral zen, ki je postajal vse bolj priljubljen tako v Kamakuri kot v Kjotu. Zatem je odpotoval na goro Hiei, ki je središče japonskega budizma Tendai, kjer je natančno preučil prvotne doktrine šole in njihovo poznejše vključevanje teorij in praks čiste dežele ter ezoteričnega budizma. V zadnji fazi tega dvajsetletnega obdobja je odpotoval na goro Kōja, središče ezoteričnega budizma Šingon, in v Naro, kjer je preučeval šest ustanovljenih šol, zlasti sekto Ritsu, ki je poudarjala strogo samostansko disciplino.

### Smrt
Leta 1282 je Ničiren zbolel, zato so ga njegovi privrženci spodbujali, da naj se zaradi zdravilnih učinkov odpravi na vroče vrelce. Ker poti ni mogel nadaljevati, se je ustavil pri učenčevem domu v Ikegamiju, zunaj današnjega Tokia in tam 13. oktobra 1282 umrl. Po legendi je umrl v navzočnosti sošolcev, potem ko je več dni iz svoje bolniške postelje predaval o Lotus Sutri, napisal zadnje pismo in pustil navodila za prihodnost svojega gibanja po svoji smrti. Upepelili in pokopali so ga naslednji dan.
Njegovi učenci so 21. oktobra zapustili Ikegami z njegovim pepelom in se 25. oktobra vrnili nazaj v Minobu.
Sekta Ničiren Šu trdi, da je njegova grobnica na njegovo zahtevo umeščena v Kuon-dži na gori Minobu, kjer ostaja njegov pepel. Ničiren Šošu trdi, da mu je Niko Šonin kasneje zasegel pepel skupaj z drugimi predmeti in jih pripeljal na goro Fudži, kjer naj bi bili zdaj spravljeni na levi strani ob Dai Gohonzonu, v skladišču Hoando.

## Delo
Svoje nauke je začel razvijati leta 1253 in zagovarjal vrnitev k Lotus Sutri, ki temelji na njegovih prvotnih interpretacijah Tendaija. V svoji razpravi iz leta 1260 Risshō Ankoku Ron (立正安国論, O vzpostavljanju pravilnega učenja za mir v deželi) je trdil, da bo narod, ki sprejme Lotus sutro, doživel mir in blaginjo, medtem ko vladarji, ki podpirajo slabše verske nauke, vabijo nered in nesrečo. V eseju iz leta 1264 je izjavil, da naslov Lotusove sutre, Nam(u)-mjoho-renge-kjo, zajema vsa budistična učenja, prav tako pa njegovo recitiranje vodi v razsvetljenje. Zaradi njegovega odločnega prepričanja je doživel hudo preganjanje, ki ga je uvedel šogunat Kamakura in posledično začel sebe doživljati kot »telesno branje Lotusove sutre (japonsko Hoke šikidoku)«. V nekaterih svojih spisih se je med drugim izgnanstvom (1271–1274) začel identificirati s ključnimi liki Lotus Sutre, Sadāparibhūto in Visistacaritro in se je videl v vlogi vodje velikega izliva Bodhisatve na Zemlji.
Leta 1274, po napovedi poskusa tuje invazije in političnih prepirov, ki se je uresničila kot prva mongolska invazija na Japonsko skupaj z neuspešnim pučem v klanu Hōjō, so Nichirena oblasti pomilostile in njegove nasvete iskale, vendar niso bili upoštevani. Risshō Ankoku Ron, v katerem je prvič napovedal tujo invazijo in civilni nered, japonski zgodovinarji danes štejejo za literarno klasiko, ki ponazarja bojazni tega obdobja.
Ničiren ostaja sporna osebnost med učenjaki, ki so ga označili za gorečega nacionalista ali socialnega reformatorja z nadnacionalno versko vizijo. Kritični učenjaki so za njegovo upodobitev uporabili besede, kot so nestrpen, nacionalističen, militarističen in samopravičen. Po drugi strani je bil Ničiren predstavljen kot revolucionar, klasični reformator in kot prerok. Ničirena pogosto primerjajo z drugimi verskimi osebnostmi, ki si delijo podobne uporniške in revolucionarne napore za reformo degeneracije v svojih družbah ali šolah.

#### Osebna pisma sledilcem
Med zbirko njegovih obstoječih spisov so številna pisma njegovim sledilcem v obliki zahval, sporočil, odgovorov na vprašanja in duhovnega svetovanja za trenutke življenja njegovih privržencev. Ta pisma skupaj dokazujejo, da je bil Ničiren mojster zagotavljanja udobja in izzivov, ki ustrezajo edinstvenim osebnostim in situacijam vsakega posameznika.
Mnoga od teh pisem uporabljajo zgodbe iz indijske, kitajske in japonske tradicije ter zgodovinske anekdote in zgodbe iz budističnega kanona. Ničiren je vključil več sto teh anekdot in si dovolil, da jih je prosto polepšal; nekaj zgodb, ki jih je posredoval, se ne pojavljajo v drugih zbirkah in bi lahko bile izvirne.
Druga kategorija njegovih pisem sledi žanrom japonskih zuihitsu, lirskim in ohlapno organiziranim esejem, ki združujejo osebno refleksijo in pesniški jezik ali osebne dnevnike (nikki). Ničiren je bil mojster te zvrsti in ta pogovorna dela razkrivajo njegovo zelo osebno in karizmatično metodo prozelitizem kot tudi njegova globoka skrb za svoje privržence.
Ničiren je svoja pisma uporabil kot sredstvo za navdih ključnih podpornikov. Približno sto sledilcev je opredeljenih kot prejemnikov, več pa jih je prejelo med 5 in 20. Prejemniki so bili praviloma iz razreda bojevnikov in pojavljali so se le razpršene reference o njegovih sledilcih z nižjim statusom, med katerimi je bilo veliko nepismenih. Serija pisem, ki jih je napisal svojim privržencem med "afero Atsuhara" iz leta 1279, predstavlja študijo primera, kako je z osebnimi pisnimi sporočili usmerjal odziv na vladna dejanja in ohranjal svoje privržence trdno med preizkušnjo.

#### Dela, namenjena ženskam
Ničiren je bil zelo naklonjen ženskam in naj bi na podlagi različnih odlomkov iz Lotus Sutre izjavil: »Druge sutre so napisane samo za moške. Ta sutra je za vsakogar«. Prejšnji budistični nauki so namreč zanikali možnost razsvetljenja ženskam ali so to možnost ohranili za življenje po smrti.
Od devetdeset njegovih obstoječih pisem je bila skoraj petina naslovljenih na dopisnice. Ničiren Šu je objavil ločene zvezke teh zapisov.
V teh pismih je Ničiren posebno pozornost namenil takratnemu doseganju razsvetljenja hčere zmajevega kralja v 12. poglavju z naslovom Devadata Lotusove sutre in izkazoval je globoko zaskrbljenost zaradi strahov in skrbi svojih učenk.
V številnih svojih pismih vernicam je pogosto izrazil pohvale za njihova poglobljena vprašanja o budizmu, hkrati pa jih je spodbudil v prizadevanjih za razsvetljenje v tem življenju.

### Ničiren budizem
Ničirenovi nauki obsegajo veliko število konceptov. Osnovna praksa budizma Ničiren je recitiranje mantre Nam-myoho-renge-kyo mandali, ki jo je napisal Ničiren, imenovani Gohonzon. Tako mantra kot Gohonzon, kar poučuje Ničiren, utelešata naslov in bistvo Lotusove sutre, ki ga je poučeval kot edini veljavni zapis za Zadnji dan zakona in življenjsko stanje budnosti.
Ničiren je menil, da mora biti budizem v Zadnjem dnevu zakona - času človeških prepirov in zmede, ko je budizem v zatonu - več kot le teoretična ali meditativna praksa, vendar naj bi se vadil "z telo", torej v človekovih dejanjih in posledičnih rezultatih, ki se kažejo. Pomembnejša od formalnosti rituala je bila po njegovem trditev izvajalčevega življenja, v kateri so duhovni in materialni vidiki medsebojno povezani. Razmere na svetu je označil kot odraz pogojev notranjega življenja ljudi; predpostavka njegove prve večje odpovedi, Risšo Ankoku Ron (Vzpostavitev pravilnega učenja za deželski mir), je, če narod zapusti heretične oblike budizma in sprejme vero v Lotus sutro, bo narod spoznal mir in varnost. Svoje učence je imel za »zemeljske bodhisatve«, ki so se pojavile v Lotusovi sutri z zaobljubo, da bodo širile pravilno učenje in s tem vzpostavile mirno in pravično družbo. Za Ničirena razsvetljenje ni omejeno le na človekovo notranje življenje, ampak je nekaj, kar je za uresničitev idealne družbe zahtevalo aktualizacijo v prizadevanjih za preoblikovanje dežele.
Posebna naloga, ki naj bi jo zasledovali Ničirenovi učenci, je bilo široko širjenje njegovih naukov (priklic in Gohonzon) na način, ki bi vplival na dejanske spremembe v svetovnih družbah tako, da bi svetišče ali sedež budizma lahko zgradili. Ničiren je to svetišče videl kot poseben sedež svojega budizma, vendar se domneva, da ga je doživljal tudi v bolj splošnem smislu, torej povsod, kjer bi se njegov budizem izvajal. To svetišče je skupaj s priklic in Gohonzon, obsegalo »tri velike tajne zakone (ali darme)«, ki jih najdemo v Lotus Sutri.

#### Edinstvani nauki
Pet pravil širjenja Obstaja pet pravil (gogi), ki določujejo kriterije skozi katere so Budistični nauki ocenjeni in razvrščeni. Iz teh petih medsebojno povezanih perspektiv je Ničiren razlagal svojo interpretacijo Lotusove sutre kot glavni nauk. To so:
- kakovost poučevanja(kjō)
- prirojena človeška sposobnost (ki)
- čas (dži)
- značilnost dežele ali države (koku)
- zaporedje širjenja darme (kjōhō rufu no zengo)

Štiri obsojanja Ničiren je ostro obsojal budistične prakse, ki niso bile njegove, poleg tega pa tudi obstoječi družbeni in politični sistem. Taktika, ki jo je sprejel, je bila spreobrnitev shakubuku, v kateri je svoje nasprotnike šokiral s svojimi obtožbami, hkrati pa pritegnil privržence s svojim izkazovanjem najvišjega zaupanja.
Doktrina o treh velikih skrivnostnih zakonih.

#### Ritualne prakse ničirenskega budizma
- Daimoku - dnevno skandiranje ali petje mantre Nam Mjoho Renge Kjo ali včasih Namu Mjoho Renge Kjo, ki je napeta z ritmično meditativnim fokusom
- Gohonzon - mandala, ki jo je ustvaril Ničiren, ki predstavlja Budino naravo in je predmet časti
- Gongjo - prepevanje dela Lotus Sutre, ki se razlikuje glede na sekte
- Kaidan - kraj posvečanja